# Survey Peak
Der Survey Peak ist ein Berg im Grand-Teton-Nationalpark im Westen des US-Bundesstaates Wyoming. Er hat eine Höhe von 2829 m und ist Teil der Teton Range in den Rocky Mountains. Er liegt im äußersten Norden des Nationalparks, auf der Grenze des zur Jedediah Smith Wilderness des Caribou-Targhee National Forest. Der Survey Peak erhebt sich nördlich über das Tal des Berry Creek; südwestlich des Berges liegt der Fußgängerpass Jackass Pass. Der Gipfel kann weglos vom Jackass Pass Trail oder vom Survey Peak Trail erreicht werden, die um den Survey Peak herumführen und am Jackass Pass zusammentreffen. Zum Erreichen der beiden Wege startet man am John D. Rockefeller, Jr. Memorial Parkway nördlich des Grand-Teton-Nationalparks und folgt dem Glade Creek Trail entlang des Snake Rivers nach Süden. Nahe dem Harem Hill biegt man nach Westen ab und folgt dem Berry Creek Trail für einige Kilometer nach Westen, bis sich dieser am Fuße des Survey Peak aufteilt.

## Belege
1. ↑  GNIS Detail - Survey Peak. Abgerufen am 27. Juli 2021.
2. ↑  Peakbagger: Survey Peak. Abgerufen am 27. Juli 2021.
3. ↑  Naturalatlas: Survey Peak. Abgerufen am 27. Juli 2021 (englisch).